# Iwan Karadżow
Iwan Karadżow (ur. 12 lipca 1989 w Sofii) – bułgarski piłkarz występujący na pozycji bramkarza.

## Kariera
Karadżow jest wychowankiem CSKA Sofia. W 2007 roku trafił na zasadzie wypożyczenia do drugoligowego Rilski Sportist Samokow, w którym występował w sezonie 2007/08 i był pierwszym bramkarzem zespołu. Po roku powrócił do CSKA, ale był tam tylko zmiennikiem doświadczonego Iwajły Petrowa. W sezonie 2009/10 trener Ljubosław Penew od początku postawił na dwudziestoletniego wówczas Bułgara. Zawodnik odszedł z klubu w 2011 roku, a później grał w barwach Łokomotiwu Płowdiw, Slawii Sofia i Beroe Starej Zagory. W 2016 został zawodnikiem klubu Wereja Stara Zagora.
Od 2007 roku Karadżow był reprezentantem Bułgarii: najpierw występował w kadrze U-19, gdzie o miejsce w składzie rywalizował m.in. z Nikołajem Michajłowem, a następnie w U-21. Jako pierwszy bramkarz zagrał na Mistrzostwach Europy U-19 w 2008 roku, podczas których Bułgarzy odpadli już po fazie grupowej. Udane występy w barwach CSKA i w drużynie młodzieżowej sprawiły, że selekcjoner dorosłej reprezentacji Stanimir Stoiłow powołał go na mecze eliminacji do Mistrzostw Świata w RPA w październiku 2009 roku.
Latem 2010 roku Karadżow znalazł się w kręgu zainteresowań Legii Warszawa, która szukała następcy Jána Muchy. Piłkarz nie przeszedł jednak do "Wojskowych", gdyż podpisał kontrakt na kolejny sezon z CSKA Sofia.

## Sukcesy piłkarskie
- Wicemistrzostwo Bułgarii: 2009
- Superpuchar Bułgarii: 2008